# Réserve naturelle du Kamtchatka du Sud
Ne doit pas être confondu avec Parc naturel du Kamtchatka du Sud.
La réserve naturelle du Kamtchatka du Sud est une réserve naturelle de Russie située dans le Kamtchatka, à son extrémité méridionale. Avec cinq autres aires protégées de la péninsule, elle fait partie du site du patrimoine mondial des Volcans du Kamtchatka.